# Scytalidium
Scytalidium is een geslacht van schimmels uit de orde Helotiales. De familie is nog niet eenduidig bepaald (Incertae sedis). De typesoort is Scytalidium lignicola.

## Geslachten
Volgens Index Fungorum telt het geslacht 30 soorten (peildatum maart 2022):
| Soortnaam                     | Auteur(s)                                                | Publicatiejaar |
| ----------------------------- | -------------------------------------------------------- | -------------- |
| Scytalidium aeglicola         | A.K. Gautam                                              | 2015           |
| Scytalidium album             | L. Beyer & Klingström                                    | 1965           |
| Scytalidium aurantiacum       | Klingström & L. Beyer                                    | 1965           |
| Scytalidium auricola          | W.H. Peng                                                | 2013           |
| Scytalidium auriculariicola   | W.H. Peng, Z.R. Yang bis & Qun Sun                       | 2014           |
| Scytalidium candidum          | I.Y. Pavlov, Zhurishkina, Sumacheva, Polev & Kulminskaya | 2018           |
| Scytalidium chinense          | Y.H. Geng & T.Yuan Zhang                                 | 2016           |
| Scytalidium circinatum        | Sigler & C.J.K. Wang                                     | 1990           |
| Scytalidium cuboideum         | (Sacc. & Ellis) Sigler & Kang                            | 2010           |
| Scytalidium flavobrunneum     | (J.H. Mill., Giddens & A.A. Foster) Sigler               | 1976           |
| Scytalidium fulvum            | Morgan-Jones & Gintis                                    | 1984           |
| Scytalidium ganodermophthorum | Kang, Sigler, Y.W. Lee & S.H. Yun                        | 2010           |
| Scytalidium hepiali           | C. Lan Li                                                | 1988           |
| Scytalidium indonesiacum      | Hedger, Samson & Basuki                                  | 1982           |
| Scytalidium infestans         | Iwatsu, Udagawa & Hatai                                  | 1990           |
| Scytalidium japonicum         | Udagawa, K. Tominaga & Hamaoka                           | 1986           |
| Scytalidium lignicola         | Pesante                                                  | 1957           |
| Scytalidium melanoxylicola    | N. Awasthi, A. Dubey, S. Bhardwaj & A.N. Rai             | 2020           |
| Scytalidium multiseptatum     | Hol.-Jech.                                               | 1990           |
| Scytalidium nielamuense       | Y.M. Wu & T.Y. Zhang                                     | 2011           |
| Scytalidium parasiticum       | Yit K. Goh, Goh, Y.K. Goh & K.J. Goh                     | 2015           |
| Scytalidium sphaerosporum     | Sigler & Kang                                            | 2010           |
| Scytalidium tectonae          | Soni, Jamaluddin & R.C. Rajak                            | 1989           |
| Scytalidium terminale         | G.V. Rao & de Hoog                                       | 1975           |
| Scytalidium tibetense         | Y.H. Geng & T.Yuan Zhang                                 | 2016           |
| Scytalidium tuberculatum      | Y.H. Geng & T.Yuan Zhang                                 | 2016           |
| Scytalidium uredinicola       | Kuhlman, J.W. Carmich. & T. Mill.                        | 1977           |
| Scytalidium vaccinii          | Dalpé, Litten & Sigler                                   | 1989           |
| Scytalidium verruculosum      | Y.M. Wu & T.Y. Zhang                                     | 2011           |
| Scytalidium xigazense         | Y.M. Wu & T.Y. Zhang                                     | 2011           |